# 필립 쇼바고비치

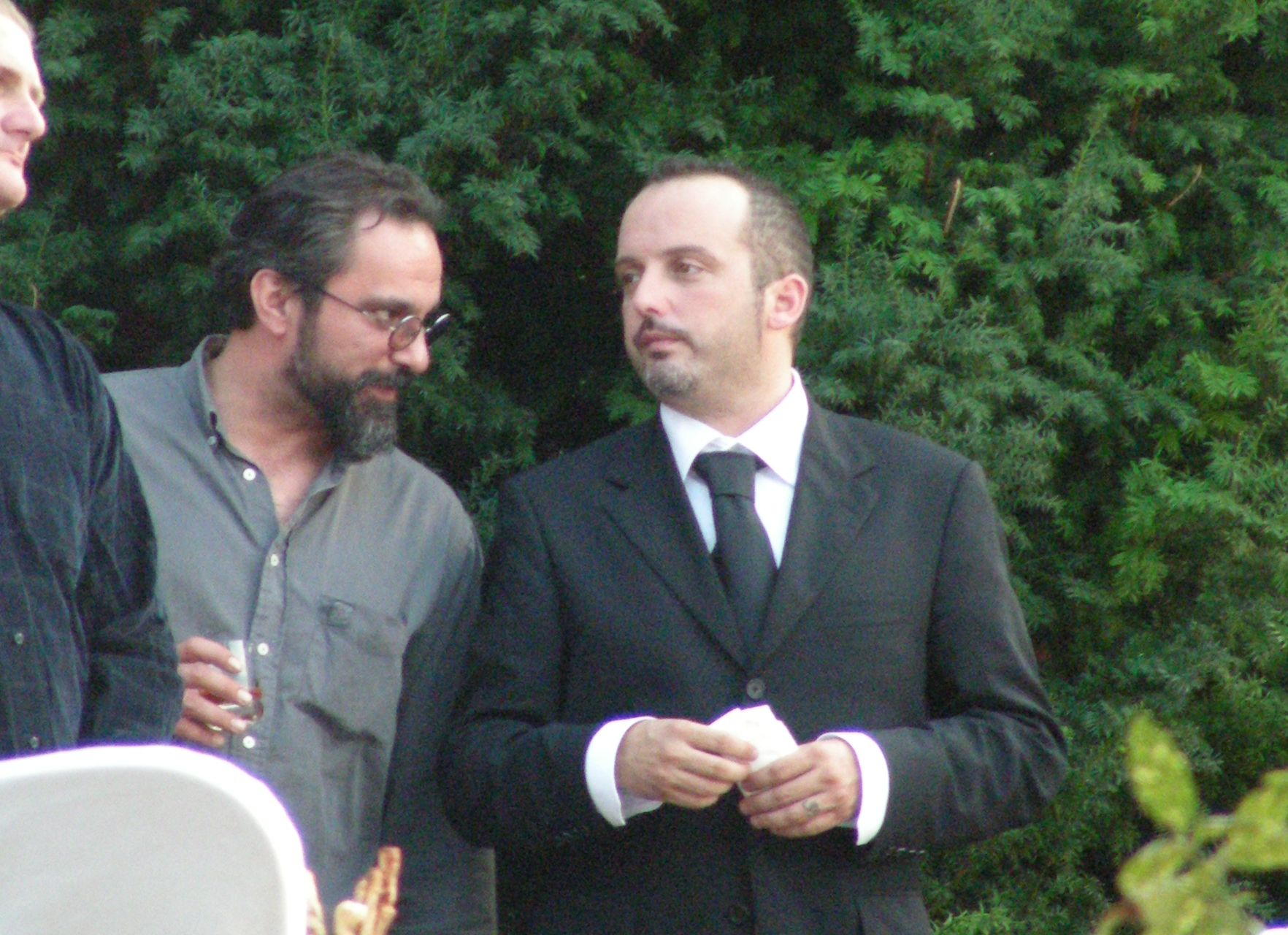

필립 쇼바고비치(Filip Šovagović, 1966년 9월 13일 ~ )는 크로아티아의 배우, 시인, 영화 감독, 텔레비전 배우이다.
자그레브에서 태어났다.

## 영화
- 인생은 나팔 (2015년)
- 러브 라이프 오브 어 젠틀 카워드 (2009년)
- 부적응자들 (2009년)
- 워 랜드 (2007년) - 토모 / 마틴 역
- 노 맨스 랜드 (2001년) - 체라 역
- 워시드 아웃 (1995년)